# Hongkong na Zimowych Igrzyskach Olimpijskich 2022
Hongkong na Zimowych Igrzyskach Olimpijskich 2022 – występ kadry sportowców reprezentujących Hongkong na igrzyskach olimpijskich, które odbyły się w Pekinie, w Chińskiej Republice Ludowej, w dniach 4-20 lutego 2022 roku.
Reprezentacja Hongkongu liczyła troje zawodników – jedną kobietę i dwóch mężczyzn.
Był to szósty start Hongkongu na zimowych igrzyskach olimpijskich.

## Reprezentanci

### Narciarstwo alpejskie
| Zawodnik              | Konkurencja            | 1 przejazd | 1 przejazd | 2 przejazd | 2 przejazd | Łącznie | Łącznie | Źródło |
| Zawodnik              | Konkurencja            | Czas       | Pozycja    | Czas       | Pozycja    | Czas    | Pozycja | Źródło |
| --------------------- | ---------------------- | ---------- | ---------- | ---------- | ---------- | ------- | ------- | ------ |
| Audrey Alice King     | slalom kobiet          | DNF        | DNF        | NQ         | NQ         | DNF     | DNF     | [ 1 ]  |
| Hau Tsuen Adrian Yung | slalom mężczyzn        | DNF        | DNF        | NQ         | NQ         | DNF     | DNF     | [ 2 ]  |
| Hau Tsuen Adrian Yung | slalom gigant mężczyzn | DNF        | DNF        | NQ         | NQ         | DNF     | DNF     | [ 2 ]  |

### Short track
| Zawodnik     | Konkurencja    | Kwalifikacje | Kwalifikacje | Ćwierćfinał | Ćwierćfinał | Półfinał | Półfinał | Finał | Finał   | Miejsce | Źródło |
| Zawodnik     | Konkurencja    | Czas         | Pozycja      | Czas        | Pozycja     | Czas     | Pozycja  | Czas  | Pozycja | Miejsce | Źródło |
| ------------ | -------------- | ------------ | ------------ | ----------- | ----------- | -------- | -------- | ----- | ------- | ------- | ------ |
| Sidney K Chu | 500 m mężczyzn | 44.857       | 3.           | NQ          | NQ          | NQ       | NQ       | NQ    | NQ      | 24.     | [ 3 ]  |